# 光纖紡織品
光纖紡織品（或稱光纖織物、光纖布、發光布、光纖織布，POF fabric），以布紗為經，光纖為緯，進行編織。將10~20根光纖集結成束後，加上LED及提供電源的電池盒，透過光纖的傳導，布面便可發光。
台灣之光纖紡織品的發展是來自黃志鵬(Daniel Huang)的構想，透過和紡織中心(現稱台灣紡織研究所)的合作，於2003年將其產品化。